# Chambre des représentants de l'Oregon
82e Assemblée législative de l'Oregon
Capitole de l'État d'Oregon
La Chambre des représentants de l'Oregon (en anglais : Oregon House of Representatives) est la chambre basse de l'Assemblée législative de l'État américain de l'Oregon.

## Système électoral
La Chambre des représentants est composée de 60 sièges pourvus pour deux ans au scrutin uninominal majoritaire à un tour dans autant de circonscriptions. Chaque district a une population d'environ 65 000 habitants.

### Cumul des mandats
En 1992, les électeurs votent à 69,6 % pour un amendement constitutionnel limitant à trois le nombre de mandats. En 1998, un représentant ne pouvant se représenter saisit la justice, pensant que l'amendement viole la Constitution des États-Unis, en limitant la liberté de vote et la liberté d'être candidat à une élection. La cour d'appel pour le neuvième circuit finit par rejeter la demande. Un nouveau procès a lieu en 2001 et la Cour suprême de l'Oregon reconnaît l'inconstitutionnalité de l'amendement pour une question procédurale. Il contrevient en effet à la « règle d'un seul sujet » (« single subject rule ») des amendements constitutionnels prévue par la Constitution de l'Oregon. Plusieurs tentatives de restaurer cette limite ont échoué par référendum depuis.
Par conséquent, les membres de la Chambre ont un mandat de deux ans sans limite de durée.

## Siège
L'Assemblée législative de l'Oregon siège au Capitole de l'État d'Oregon situé à Salem.

## Représentation
| Législature     | Parti      | Parti        | Total |
| --------------- | ---------- | ------------ | ----- |
| Législature     |            |              | Total |
| Législature     | Démocrates | Républicains | Total |
| 73e (2005–2006) | 27         | 33           | 60    |
| 74e (2007–2008) | 31         | 29           | 60    |
| 75e (2009–2010) | 36         | 24           | 60    |
| 76e (2011–2012) | 30         | 30           | 60    |
| 77e (2013-2014) | 34         | 26           | 60    |
| 78e (2015-2016) | 35         | 25           | 60    |
| 79e (2017-2019) | 35         | 25           | 60    |
| 80e (2019-2021) | 38         | 22           | 60    |
| 81e (2021-2023) | 37         | 23           | 60    |
| 82e (2023-2025) | 35         | 25           | 60    |

## Liste des présidents
| No | Session             | Président                                                     | Parti                                                         | Comté                                                         |
| -- | ------------------- | ------------------------------------------------------------- | ------------------------------------------------------------- | ------------------------------------------------------------- |
| 1  | 1859                | William G. T'Vault                                            | Démocrate                                                     | Jackson                                                       |
| 2  | 1860                | Benjamin F. Harding                                           | Démocrate                                                     | Marion                                                        |
| 3  | 1862                | Joel Palmer                                                   | Républicain                                                   | Yamhill                                                       |
| 4  | 1864 1865           | Isaac R. Moores, Jr.                                          | Républicain                                                   | Marion                                                        |
| 5  | 1866                | Francis A. Chenoweth                                          | Républicain                                                   | Benton                                                        |
| 6  | 1868                | John Whiteaker                                                | Démocrate                                                     | Lane                                                          |
| 7  | 1870                | Benjamin Hayden                                               | Démocrate                                                     | Polk                                                          |
| 8  | 1872                | Rufus Mallory                                                 | Républicain                                                   | Marion                                                        |
| 9  | 1874                | John C. Drain                                                 | Démocrate                                                     | Douglas                                                       |
| 10 | 1876                | James K. Weatherford                                          | Démocrate                                                     | Linn                                                          |
| 11 | 1878                | John M. Thompson                                              | Démocrate                                                     | Lane                                                          |
| 12 | 1880                | Zenas Ferry Moody                                             | Républicain                                                   | Wasco                                                         |
| 13 | 1882                | George W. McBride                                             | Républicain                                                   | Columbia                                                      |
| 14 | 1885                | W. P. Keady                                                   | Républicain                                                   | Benton                                                        |
| 15 | 1887                | J. T. Gregg                                                   | Républicain                                                   | Marion                                                        |
| 16 | 1889                | E. L. Smith                                                   | Républicain                                                   | Hood River                                                    |
| 17 | 1891                | Theodore Thurston Geer                                        | Républicain                                                   | Marion                                                        |
| 18 | 1893                | W. P. Keady                                                   | Républicain                                                   | Multnomah                                                     |
| 19 | 1895                | Charles B. Moores                                             | Républicain                                                   | Marion                                                        |
| -  | 1897                | E.J. Davis et Henry L. Benson, élus sans atteindre le quorum. | E.J. Davis et Henry L. Benson, élus sans atteindre le quorum. | E.J. Davis et Henry L. Benson, élus sans atteindre le quorum. |
| 20 | 1898 1899           | E. V. Carter                                                  | Républicain                                                   | Jackson                                                       |
| 21 | 1901                | Levi Branson Reeder                                           | Républicain                                                   | Umatilla                                                      |
| 22 | 1903                | Lawrence T. Harris                                            | Républicain                                                   | Lane                                                          |
| 23 | 1905                | A. L. Mills                                                   | Républicain                                                   | Multnomah                                                     |
| 24 | 1907                | Frank Davey                                                   | Républicain                                                   | Marion                                                        |
| 25 | 1909                | Clifton N. McArthur                                           | Républicain                                                   | Multnomah                                                     |
| 26 | 1911                | John P. Rusk                                                  | Républicain                                                   | Wallowa                                                       |
| 27 | 1913                | Clifton N. McArthur                                           | Républicain                                                   | Multnomah                                                     |
| 28 | 1915                | Ben Selling                                                   | Républicain                                                   | Multnomah                                                     |
| 29 | 1917                | Robert N. Stanfield                                           | Républicain                                                   | Umatilla                                                      |
| 30 | 1919 1920           | Seymour Jones                                                 | Républicain                                                   | Marion                                                        |
| 31 | 1921                | Louis E. Bean                                                 | Républicain                                                   | Lane                                                          |
| 32 | 1923                | Kaspar K. Kubli                                               | Républicain                                                   | Multnomah                                                     |
| 33 | 1925                | Denton G. Burdick                                             | Républicain                                                   | Deschutes                                                     |
| 34 | 1927                | John H. Carkin                                                | Républicain                                                   | Jackson                                                       |
| 35 | 1929                | R. S. Hamilton                                                | Républicain                                                   | Deschutes                                                     |
| 36 | 1931                | Frank J. Lonergan                                             | Républicain                                                   | Multnomah                                                     |
| 37 | 1933                | Earl Snell                                                    | Républicain                                                   | Gilliam                                                       |
| 38 | 1935                | John E. Cooter                                                | Démocrate                                                     | Lincoln                                                       |
| 39 | 1935                | Howard Latourette                                             | Démocrate                                                     | Multnomah                                                     |
| 40 | 1937                | Harry D. Boivin                                               | Démocrate                                                     | Klamath                                                       |
| 41 | 1939                | Ernest R. Fatland                                             | Républicain                                                   | Gilliam                                                       |
| 42 | 1941                | Robert S. Farrell, Jr.                                        | Républicain                                                   | Multnomah                                                     |
| 43 | 1943                | William M. McAllister                                         | Républicain                                                   | Jackson                                                       |
| 44 | 1945                | Eugene E. Marsh                                               | Républicain                                                   | Yamhill                                                       |
| 45 | 1947                | John Hubert Hall                                              | Républicain                                                   | Multnomah                                                     |
| 46 | 1949                | Frank Van Dyke                                                | Républicain                                                   | Jackson                                                       |
| 47 | 1951                | John F. Steelhammer                                           | Républicain                                                   | Marion                                                        |
| 48 | 1953                | Rudie Wilhelm, Jr.                                            | Républicain                                                   | Multnomah                                                     |
| 49 | 1955                | Edward A Geary                                                | Républicain                                                   | Klamath                                                       |
| 50 | 1957                | Pat Dooley                                                    | Démocrate                                                     | Multnomah                                                     |
| 51 | 1959 1961           | Robert B. Duncan                                              | Démocrate                                                     | Jackson                                                       |
| 52 | 1963                | Clarence Barton                                               | Démocrate                                                     | Coos                                                          |
| 53 | 1965 1967           | F. F. Montgomery                                              | Républicain                                                   | Lane                                                          |
| 54 | 1969 1971           | Robert Freeman Smith                                          | Républicain                                                   | Harney                                                        |
| 55 | 1973 1974           | Richard O. Eymann                                             | Démocrate                                                     | Lane                                                          |
| 56 | 1975 1977 1978      | Philip D. Lang                                                | Démocrate                                                     | Multnomah                                                     |
| 57 | 1979 1980 1981      | Hardy Myers                                                   | Démocrate                                                     | Multnomah                                                     |
| 58 | 1983                | Grattan Kerans                                                | Démocrate                                                     | Lane                                                          |
| 59 | 1985 1987 1989      | Vera Katz                                                     | Démocrate                                                     | Multnomah                                                     |
| 60 | 1991 1993           | Larry Campbell                                                | Républicain                                                   | Lane                                                          |
| 61 | 1995                | Bev Clarno                                                    | Républicain                                                   | Deschutes                                                     |
| 62 | 1997                | Lynn Lundquist                                                | Républicain                                                   | Deschutes                                                     |
| 63 | 1999                | Lynn Snodgrass                                                | Républicain                                                   | Clackamas                                                     |
| 64 | 2001                | Mark Simmons                                                  | Républicain                                                   | Union                                                         |
| 65 | 2003 2005           | Karen Minnis                                                  | Républicain                                                   | Multnomah                                                     |
| 66 | 2007                | Jeff Merkley                                                  | Démocrate                                                     | Multnomah                                                     |
| 67 | 2009                | Dave Hunt                                                     | Démocrate                                                     | Clackamas                                                     |
| 68 | 2011                | Bruce Hanna                                                   | Républicain                                                   | Douglas                                                       |
| 69 | 2011                | Arnie Roblan                                                  | Démocrate                                                     | Coos                                                          |
| 70 | 2013 2015 2017 2019 | Tina Kotek                                                    | Démocrate                                                     | Multnomah                                                     |
| 71 | 2021                | Dan Rayfield                                                  | Démocrate                                                     | Benton                                                        |